# Die Raccoons
Die Raccoons ist eine kanadische Zeichentrickserie von den Hinton Animation Studios. Kevin Gillis fungierte als Produzent der Serie und war zusammen mit Paul Schibli für die künstlerische Leitung verantwortlich. Von 1987 bis 1992 wurde die Zeichentrickserie vom Fernsehsender Tele 5 im Rahmen der Kindersendung „Bim Bam Bino“ erstmals im deutschen Fernsehen ausgestrahlt.

## Inhalt
Die 60 Folgen der fünf Staffeln drehen sich um die Abenteuer des Waschbären Bert Raccoon und seiner Freunde Ralph Raccoon und Melissa Raccoon im Immergrünen Wald. Als Herausgeber der Lokalzeitung „Immergrüner Standard“ setzen sie sich für die Rettung des Waldes vor den umweltschädlichen Unternehmungen des Geschäftsmannes Cyril Sneer, einem rosa Erdferkel, ein. Cyril ist der Chef dreier inkompetenter Ferkel (deren Namen in einer Episode als Lloyd, Floyd und Boyd genannt werden), deren Hauptaufgabe es ist, ihn über die Umtriebe der Raccoons zu unterrichten. Cyrils Sohn Cedric Sneer, der gleichzeitig Berts bester Freund ist, unterstützt die Helden heimlich bei ihrem Kampf gegen die verwerflichen Machenschaften seines Vaters.
Als eigenständiges Element der Serie kann angesehen werden, dass sich Cyril im Verlauf der Geschichte vom ruchlosen Kapitalisten zum gelegentlichen Mitstreiter der Raccoons wandelt, der zwar immer noch auf seinen wirtschaftlichen Vorteil bedacht ist, dessen Handeln aber ein zunehmendes Maß an ökologischer Verantwortung zeigt. An seiner Stelle nimmt stattdessen nach und nach der Geschäftsmann Mr. Knox, ein mit der Henne Lady Baden-Baden verheiratetes Krokodil, die Rolle des Hauptgegenspielers der Helden ein. In der 40. Folge „Berts große Liebe“ hat außerdem die hübsche Lisa Raccoon ihren ersten Auftritt, in welche sich Bert sofort verliebt.

## Sprecher
| Figur                    | Originalsprecher                                                     | Deutscher Sprecher         |
| ------------------------ | -------------------------------------------------------------------- | -------------------------- |
| Bert Raccoon             | Len Carlson                                                          | Thomas Schüler             |
| Ralph Raccoon            | Bob Dermer                                                           | Sven Dahlem                |
| Melissa Raccoon          | Linda Feige Susan Roman                                              | Traudel Sperber            |
| Shaeffer                 | Carl Banas                                                           | Thomas Schüler             |
| Broo                     | Sharon Lewis                                                         |                            |
| Cyril Sneer              | Michael Magee                                                        | Klaus Dittmann             |
| Cedric Sneer             | Fred Little Marvin Goldhar                                           | Sven Dahlem                |
| Schwein Lloyd            | Nick Nichols Keith Hampshire                                         | Thomas Schüler             |
| Schwein Floyd            | Len Carlson                                                          | Sven Dahlem                |
| Schwein Boyd             | Fred Little Len Carlson                                              | Traudel Sperber            |
| Snag                     | Michael Magee                                                        |                            |
| Sophia Tutu              | Sharon Lewis                                                         | Traudel Sperber            |
| Mr. Knox                 | Len Carlson                                                          | Thomas Schüler             |
| Bentley Raccoon          | Noam Zylberman Stuart Stone                                          | Traudel Sperber            |
| Lisa Raccoon             | Lisa Lougheed                                                        | Traudel Sperber            |
| George Raccoon           | Dan Hennessey                                                        | Klaus Dittmann             |
| Nicole Raccoon           | Elizabeth Hanna                                                      | Traudel Sperber            |
| Bären                    | Len Carlson Bob Dermer Carl Banas                                    | Sven Dahlem Thomas Schüler |
| Ranger Dan               | Rupert Holmes Leo Sayer John Schneider Kevin Gillis Murray Crunchley | Sven Dahlem                |
| Tommy                    | Hadley Kay Noam Zylberman                                            | Thomas Schüler             |
| Julie                    | Tammy Bourne Vanessa Lindorres                                       | Traudel Sperber            |
| Mr. Mammut               | Carl Banas                                                           | Sven Dahlem                |
| Mr. Mammuts Assistent    | Rick Jones                                                           | Traudel Sperber            |
| Mr. Willow               | Carl Banas                                                           | Sven Dahlem                |
| Lady Baden-Baden         | Bob Dermer                                                           | Traudel Sperber            |
| Professor Smedley-Smythe | Len Carlson                                                          | Sven Dahlem                |
| Erzähler                 | Geoffrey Winter                                                      | Klaus Dittmann             |

## Produktion und Veröffentlichung
Im englischsprachigen Original wurde die Zeichentrickserie vom Disney Channel in den USA erstmals zwischen 1985 und 1991 ausgestrahlt. Vor dem eigentlichen Serienstart entstanden von 1980 bis 1984 die vier Specials produziert Weihnachten ohne Bäume (1980), Das Eishockey-Spiel (1981), Der kleine gelbe Stern (1983) und Let’s Dance! (1984). Mit einer Spielzeit von 45 Minuten hat Der kleine gelbe Stern den Umfang einer Doppelfolge.
Der New-Wave-Soundtrack stammt von Gillis und Lisa Lougheed. Lougheed war unter anderem die Sängerin des Abspannliedes Run With Us, das in Kanada einige Wochen lang in den Charts vertreten war und im Jahr 2004 von der Synthie-Pop-Band Spray gecovert wurde.
Seit September 2009 ist die Serie in deutscher Sprache auf DVD erhältlich.